# Panthers de Parme
Les Panthers de Parme (Parma Panthers) est un club italien de football américain, fondé en 1981, basé à Parme, en Émilie-Romagne.

## Palmarès
- Champion d'Italie : 2010, 2011, 2012, 2013
- Vice-champion d'Italie : 2006, 2007